# ノックグラフトンの伝説

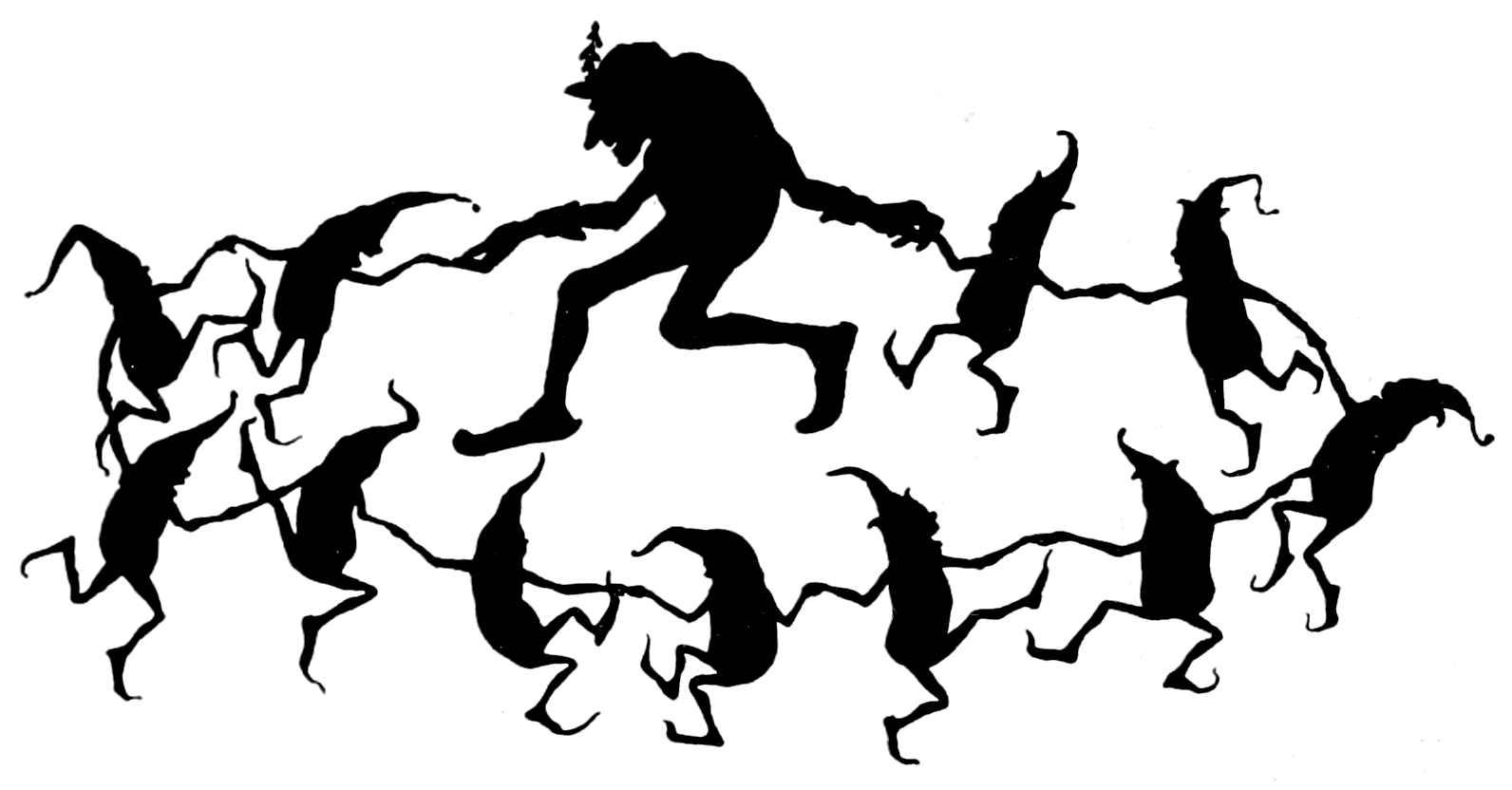
妖精と踊るラズモア。―ジョン・D・バッテン（画）、『More Celtic Fairy Tales』（1894年）より

「ノックグラフトンの伝説」（ノックグラフトンのでんせつ、The Legend of Knockgrafton）は、アイルランドの民話または昔話。 トマス・クロフトン・クローカーの話集『アイルランド南部の妖精伝説と伝承』（1825年）で発表された。内容は日本の昔話「瘤取り爺さん」に酷似する。
背中に瘤をもつラズモア（「ジギタリス」の意）が、妖精の墳丘で休憩したとき聞こえてきた歌唱にくわわり「月曜、火曜」の歌詞に「水曜」を足し、喜んだ妖精（フェアリー）たちに瘤を除去してもらい衣服も贈られる。隣国人ジャックも、ラズモアを真似て瘤を除いてもらおうとするが、欲をかき曜日を余計に付け足したため、逆に妖精たちの怒りを買い、元の瘤の上にラズモアの瘤をつけられてしまう。
この話は、AT 503の話型「小人の贈り物」タイプに分類されるが、「小人の贈り物」という分類名は、典型話であるグリム童話第182「こびとのおつかいもの」に由来する。

## 発表経歴
この説話は、 トマス・クロフトン・クローカー編『アイルランド南部の妖精伝説と伝承』第1部（Fairy Legends and Traditions of the South of Ireland、1825年）にて最初に発表された。
のちウィリアム・バトラー・イェイツ『アイルランド農民の妖精物語と民話集』（Fairy and Folk Tales of the Irish Peasantry、1888年）に編まれ、井村君江訳「ノックグラフトンの伝説」としてイェイツ編『ケルト妖精物語』（1986年）に収載される。
また、クローカーの原著のグリム兄弟訳 『Irische Elfenmärchen』（1826年）に、本篇のドイツ訳「Fingerhütchen」）が収載されるが、これも藤川芳朗が「ジギタリスと呼ばれた男」として重訳している（2001年）。
またジョセフ・ジェイコブスの話集の石井桃子訳「ノックグラフトンの昔話」がある。

## 要約
粗筋は以下のようなものである。
アイルランド南部ティペラリー県のアハーロウ峡谷に、綽名をラズモア（ルスモール）という、背中に瘤のある男が住んでいた。ラズモアは、草花のキツネノテブクロ（ジギタリス）のこと。男はこの草をよく帽子に指していたのでその綽名がついた。
男は麦藁やイグサで編んだ工芸品を売って生計を立てていたが、その藁編みもの商売で町に出た帰りに、ノックグラフトンの古墳（モート）の近くで休憩した（このモートは正しくは城跡だが、クローカーは「古墳」と解釈した ）。夕方になると、この墳丘のなかから、「月曜日（）、火曜日（）」という歌声が聞こえてきた。ラズモアは、相手の声が途切れる拍子に、「それまた水曜日（）」と合いの手の具合で歌い返した。すると歌っていた妖精（フェアリー）たちは歓喜し、つむじ風がまきおこったかと思うとラズモアは墳丘の中に運ばれていた。ラズモアはもてなしを受け、背中の瘤を除去され、目を覚ましたときには新調した衣服を着せられていた。
そのうち老婆が訪ねてきた。隣のウォーターフォード県、 デーシイの民の地から来たという。この老婆は、自分の茶飲み友達（あるいは名付け親）の息子にせむしの男がいて、背瘤が治った話の詳細を聞きにきたのである。
まもなくそのジャック・マッデンという名の背に瘤がある男がやってきて、ラズモアの行動を真似てみたが、気持ちが急いたために、妖精たちの歌が途切れるのも待たずに合いの手を入れ、もっと曜日をつけ足せば褒美の衣服も倍増するだろうなどと欲をかいて水曜日だけでなく「木曜日（）、金曜日（）」（ここは井村訳と異なる）と歌った。結果、妖精たちは歌を台無しにしたと怒り、一番力持ちの二十人の妖精がラズモアの瘤を持ってきてジャックの背瘤の上にくっつつけてしまった。ほうほうの態で帰ったジャックは、まもなく意気消沈して死んだという。

### 挿入歌

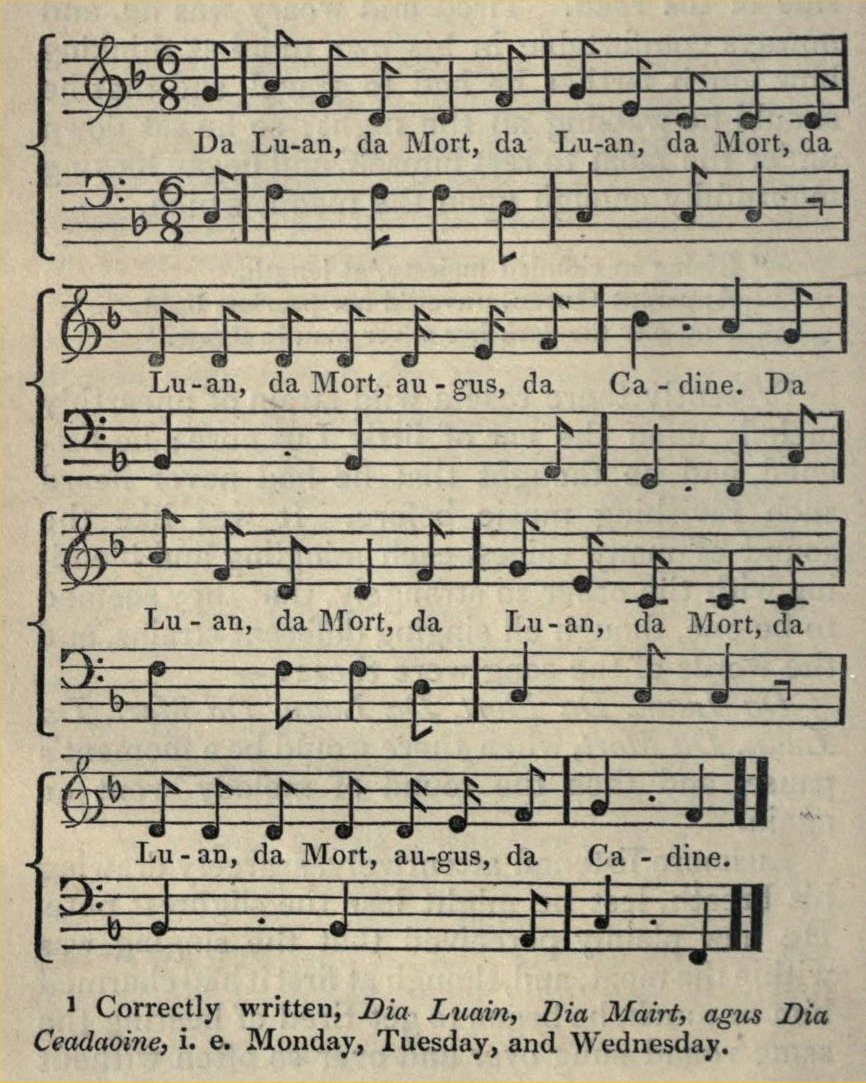
"Da Luan"の歌の楽譜

クローカーはまた、"Da Luan, Da Mort"という歌曲の楽譜も収載している。これは、語り部たちが、この物語を吟じる際に、歌って聞かせるものだと説明されている。

## 地理的考察
ノックグラフトンのモート（モット・アンド・ベーリー）は、クローカーの解釈では墳丘墓であった。しかし、こうした丘はじっさいは円形土砦（ラース）の城址だと説明されている。ノックグラフトンは実在するティペラリー県のノックグラフォンと比定されている。
この丘は、作中でラズモアが商売を行った町ケア (アイルランド)から以北3マイル (4.8 km)の距離にある 。
物語の冒頭では、ラズモアの住む里はギャルティー山脈のふもとのアハーロウ峡谷とあるが、これはノックグラフォン以西にある。だがラズモアが家路にむかったときや、老婆の訪問をうけたときは、キャップアー（Cappagh）の町村に住んでいたと語られている。
P・W・ジョイスによれば、アイルランド南部では、妖精の音楽が聞こえるとされる丘は lissakeole （アイルランド語: lios a cheoil 「音楽の砦」）と呼ばれていた。

## 作者
「ノックグラフトンの伝説」の真の執筆者はウィリアム・マギン（1794-1842年）であったという主張がある。
ただ、マギンの作とされる他の作品と比べると傍証が薄い。なぜならマギン所有本『妖精伝説』の書き込みから判明したとされるマギン作4篇のなかには含まれていないからである（これはマギンの年の離れた弟チャールズ・アーサー・マギン牧師から提供された情報で、ウィリアム・ベイツ（1821–1884年）が発表した）。
一方、「ノックグラフトンの伝説」は、マギンの甥（同名のチャールズ・アーサー・マギン牧師）が撰して1933年に刊行されたマギン話集に編まれている。そして"内部的証拠"から、「ノックグラフトンの伝説」がマギンの執筆であった可能性は高く、クローカーの作と断定できるなかで似た作風の作品はなにひとつないというのが、アイルランド文学者ビアトリス・G・マッカーシー (Beatrice G. MacCarthy) の結論である。

## イェイツ
W・B・イェイツも、1888年の話集に本篇を編んでいる（井村君江が邦訳）。
本篇に触れて、イェイツが妖精（フェアリー）の存在を信じていたことを指摘しているくだりが、いくつかの民俗学者論文にみつかる。例えば、フランク・キナハン（Frank Kinahan）は、"[他のアイルランドの作家たち]は、フェアリーに惹きつけられる魅力を、幻想ゆえに危険だとみなしていた。イェイツは、現実だからこそ危険とみなしていた"と評しているが、これを別の学者ビョルン・スンドマーク（Björn Sundmark）が「ノックグラフトンの伝説」考察で引用している
。
イェイツはフェアリーに拉致された実体験を主張していたと、民俗学者リチャード・ドーソンも指摘している。
また、ラズモアのように、つむじ風がまき起こり人間が妖精の丘に連れ去られるという迷信について、イエィツはアイルランドの農民たちがつむじ風を畏怖していた点を指摘している。

## 異本や類話
この説話の土台となった伝説は少なくとも400年前の昔に成立したとみられ、その傍証として、トマス・パーネルがこの題材をもとに「妖精物語 」（原題：A Fairy Tale in the Ancient English Style、1722年刊行）を作詩したとされている。
イェイツによれば、ダグラス・ハイドがコノートのどこかでこの伝説の異聞を聞いていたと述べており、そこでは、「1ペニー、1ペニー、2ペンス、1ペニーに、ヘイペニー（半ペニー）」という意味のアイルランド語の歌が挿入されていたという。

### 欧州の類話
グリム兄弟は、この物語を『Fingerhütchen』の題名で、クローカーのアイルランド妖精物語集のドイツ訳本に収載している 。そして『グリム童話集』の第182「こびとのおつかいもの」の解説で、このアイルランド民話を含め、ヨーロッパ各地の類話を挙げている。一例として、フランスのブルターニュ地方の『Les korils de Plauden』（エミール・スーヴェストル話集に所収）が挙げられる。題中のコリル（koril）は妖精の一種で、荒野（湿原まじりも含む）に住むコリガンの仲間と説明されているが、作中には多種のコリガンが登場している。
他にも類話はヨハンネス・ボルテとゲオルク・ポリフカによるグリム童話注釈書に綿々と挙げられている。
「ノックグラフトンの伝説」はAT 503の話型「小人の贈り物」タイプ（上述のグリム童話第182を典型話とする）に分類されている。

### アジアの類話
明治初期の頃、日本に赴任していた裁判官チャールズ・ウィクリフ・グッドウィンが、「ノックグラフトンの伝説」と日本の昔話「瘤取り」との相似に着目し、1875年のアジアティック・ソサイエティの会合でこれを発表した。アイルランドの遺跡や地誌などの研究家であるトマス・J・ウェストロップも「瘤取り」との類似を（初名乗りと思って）指摘したが、実際にはかなり以前から指摘者がいたことになる。
ジョセフ・ジェイコブスも「ノックグラフトンの伝説」を1894年のケルト話集続編に収めており、巻末注で「瘤取り」との類似を指摘している。ジェイコブスはまた（1891年の会合で）、この東西の民話の近似性を説話の世界的分布の模範例としてとりあげ、アイルランド語で語り継がれた民話の収集の必要性を訴えている。

## 言及例
アイルランドの劇作家サミュエル・ベケットの小説『 ワット』で、この伝説のことがほのめかせられている。
またケビン・クロスリー＝ホランドも、「ノックグラフトンの伝説」を話集に撰しているが、幼少の頃、父親からこの話を聞かされたことを述懐している。